# Akaska
Akaska – miasto w Stanach Zjednoczonych, w stanie Dakota Południowa, w hrabstwie Walworth.